# Mistrovství světa v zápasu ve volném stylu 1954
Mistrovství světa v zápasu ve volném stylu 1954 se uskutečnilo v Tokiu,  Japonsko.    

## Přehled medailí

### Volný styl
| Kategorie  | Zlato               | Stříbro             | Bronz                            |
| ---------- | ------------------- | ------------------- | -------------------------------- |
| do 52 kg   | Hüseyin Akbaş       | Yushu Kitano        | Mirian Calkalamanidze (URS)(GEO) |
| do 57 kg   | Mustafa Dağıstanlı  | Lajos Bencze        | Tauno Jaskari                    |
| do 62 kg   | Šózó Sasahara (JPN) | Bayram Şit          | Nikolaj Muzašvili                |
| do 67 kg   | Jahanbakht Tofigh   | Olle Anderberg      | Sergej Gabarajev                 |
| do 73 kg   | Vachtang Balavadze  | Mohammad Ali Fardin | Yutaka Kaneko                    |
| do 79 kg   | Abbas Zandi         | İsmet Atlı          | Kazuo Katsuramoto                |
| do 87 kg   | August Englas       | Adil Atan           | Viking Palm                      |
| nad +87 kg | Arsen Mekokišvili   | Bertil Antonsson    | İrfan Atan                       |

## Týmové hodnocení
| Pořadí | Muži volný styl | Muži volný styl |
| Pořadí | Tým             | Body            |
| ------ | --------------- | --------------- |
| 1      | Turecko         | 37              |
| 2      | Sovětský svaz   | 35              |
| 3      | Írán            | 24              |